# Estadio de Franceville
El Stade de Franceville (en español: Estadio de Franceville) es un estadio ubicado en la ciudad de Franceville, en Gabón. Se construyó para la Copa Africana de Naciones 2012 y fue inaugurado en agosto de 2011.
El marco estructural para soportar la cubierta de tela fue diseñado por el fabricante serbio Amiga.

## Historia

### Construcción
El Estadio de la Renovación fue erigido para apoyar los proyectos de fiestas rotatorias impulsados por el presidente Omar Bongo, cuyo principio era extender la organización de la fiesta nacional hacia las diferentes provincias del país a razón de dos provincias por año. Como inauguración, acogió la Copa de Gabón.

### Ampliación
Con una capacidad de 20 000 personas, el estadio, enteramente renovado, conserva el equipo deportivo anterior en su ubicación. El estadio, las gradas, las tribunas de prensa y los vestuarios son realizados de nuevo y ampliados.
El gobierno gabonés contrató a la empresa serbia Amiga, especializada en las construcciones metálicas, para realizar en sus instalaciones de Kraljevo, en Serbia, la cubierta del estadio.
El estadio tiene la capacidad de acoger simultáneamente cuatro equipos en sus vestuarios, y dispone de un mecanismo de recuperación del agua, permitiendo así reciclar  el agua de lluvia para reutilizarla para el riego.
Fuera de las competiciones de fútbol, el estadio tiene capacidad para dar cabida a varios eventos deportivos gracias a su pista de atletismo, y otros espacios diseñados para competiciones de alto nivel.

## Características
Renovado y ampliado, añadiendo un techo sobre parte de las gradas, los asientos del estadio están pintados de los colores verde, azul y amarillo (los colores de la bandera de  Gabón).

## Copa Africana de Naciones 2012

### Primera fase
| 24 de enero de 2012 | Ghana | vs. | Botsuana | Stade de Franceville, Franceville |  |

| 24 de enero de 2012 | Mali | vs. | Guinea | Stade de Franceville, Franceville |  |

| 28 de enero de 2012 | Botsuana | vs. | Guinea | Stade de Franceville, Franceville |  |

| 28 de enero de 2012 | Ghana | vs. | Mali | Stade de Franceville, Franceville |  |

| 31 de enero de 2012 | Gabón | vs. | Túnez | Stade de Franceville, Franceville |  |

| 1 de febrero de 2012 | Botsuana | vs. | Mali | Stade de Franceville, Franceville |  |

### Segunda fase

#### Cuartos de final
| 5 de febrero de 2012 |  | vs. |  | Stade de Franceville, Franceville |  |